# Tekmeh Kord
Tekmeh Kord (persiska: تيكمِۀ بالا, تيكمِه, تکمه کر, Tīkmeh Kord, تيكمِه خَرابِه, تُكمِه, تيكمِه كُرد) är en ort i Iran.   Den ligger i provinsen Västazarbaijan, i den nordvästra delen av landet, 700 km nordväst om huvudstaden Teheran. Tekmeh Kord ligger 1 650 meter över havet och antalet invånare är 298.
Terrängen runt Tekmeh Kord är huvudsakligen kuperad, men åt nordväst är den bergig. Runt Tekmeh Kord är det ganska glesbefolkat, med 39 invånare per kvadratkilometer. Närmaste större samhälle är Bāzargān, 18,0 km sydväst om Tekmeh Kord. Trakten runt Tekmeh Kord består i huvudsak av gräsmarker.